# معهد المهندسين المدنيين
تأسس معهد المهندسين المدنيين (ICE) في 2 يناير عام 1818، وتُعَد كمنظمة مستقلة وهي بمثابة نقابة مهنية بحتة مقرها الرئيسي في وسط لندن، وهي ما تُمثل الهندسة المدنية. مثل عضويتها في وقت مبكر، فإن أغلبية أعضائها من المهندسين البريطانيين حالياً، ولكن لديها أعضاء في أكثر من 150 بلداً في جميع أنحاء العالم. وفي عام 2008، أصبح إجمالي عدد أعضاء المعهد يتجاوز الـ 80,000 عضو. وفي نوفمبر 2012، تولى باري كلارك منصب الرئيس الحالي.